# Катрин Сентър
Катрин Сентър (на английски: Katherine Center) е американска писателка на бестселъри в жанра чиклит и съвременен любовен роман.

## Биография и творчество
Катрин Шерър Панил Сентър е родена на 4 март 1972 г. в Хюстън, Тексас, САЩ. Има две сестри. Получава бакалавърска степен по творческо писане в колежа „Васар“ в Пъкипсий и магистърска степен по литература и творческо писане от университета в Хюстън. В колежа получава награда за нейна новела.
Първият ѝ роман „The Bright Side of Disaster“ (Светлата страна на бедствието) е публикуван през 2007 г.
Заедно с писателите Джефри Тобин и Дъглас Бринкли участва в лекторски семинари по творческо писане.
Катрин Сентър живее със семейството си в Хюстън.

## Произведения

### Самостоятелни романи
- The Bright Side of Disaster (2007)
- Everyone Is Beautiful (2009)
- Get Lucky (2010)
- The Lost Husband (2013)
- Happiness for Beginners (2015)
Щастие за начинаещи, изд.: ИК „Кръгозор“, София (2015), прев. Антоанета Дончева-Стаматова